# Ann Sothern
Ann Sothern (Valley City, 22 de janeiro de 1909 — Ketchum, 15 de março de 2001) foi uma atriz estadunidense que trabalhou no teatro, rádio, cinema e na televisão, em uma carreira que durou quase seis décadas. Sothern começou sua carreira no final da década de 1920 em pequenos papéis no cinema. Em 1930, ela estreou na Broadway e logo passou a protagonizar filmes.

## Biografia
Sothern nasceu Harriette Arlene Lake em Valley City, Dakota do Norte, mas foi criada em Minneapolis, Minnesota, onde se formou no Central High School em 1927. Nessa época saiu de casa e iniciou sua carreira no cinema como figurante aos 18 anos.
Em 1929 e 1930 apareceu como corista em filmes como The Show of Shows e também aparecia ocasionalmente em espetáculos da Broadway, tinha uma voz muito boa e por isso as vezes aparecia cantando.
Em 1934 assinou contrato com a Columbia Pictures e em 1936 com a RKO Radio Pictures, até que finalmente assinou em 1939 com a MGM, onde conseguiu seu primeiro filme de sucesso Maisie, substituindo Jean Harlow, que havia falecido, no papel principal. Iniciando assim, uma sequência de filmes com a personagem "Maisie", conseguindo até um programa de rádio devido a popularidade dos filmes, apresentado de 1945 a 1947 chamado The Adventures of Maisie.
Em 1949 atuou no filme vencedo do Oscar A Letter to Three Wives, que rendeu boas criticas a atriz, mas não o suficiente para alavancar sua carreira novamente. Durante os anos 1950 fez alguns filmes, mas principalmente participou de programas de TV. De 1953 a 1957 estrelou a série de TV Private Secretary e de 1958 a 1961 apresentou o programa The Ann Sothern Show, que lhe rendeu um prêmio Emmy.
De 1965 a meados da década de 1980, Ann apareceu esporadicamente em programas de TV. Sua última aparição foi no filme The Whales of August em 1987, como a vizinha das irmãs interpretadas por Lilian Gish e Bette Davis, esse papel lhe rendeu sua única indicação ao prêmio Oscar como melhor atriz coadjuvante, mas acabou perdendo para Olympia Dukakis.
Ann foi casada duas vezes e se divorciou dos dois, teve uma filha do segundo casamento, a atriz Tisha Sterling.

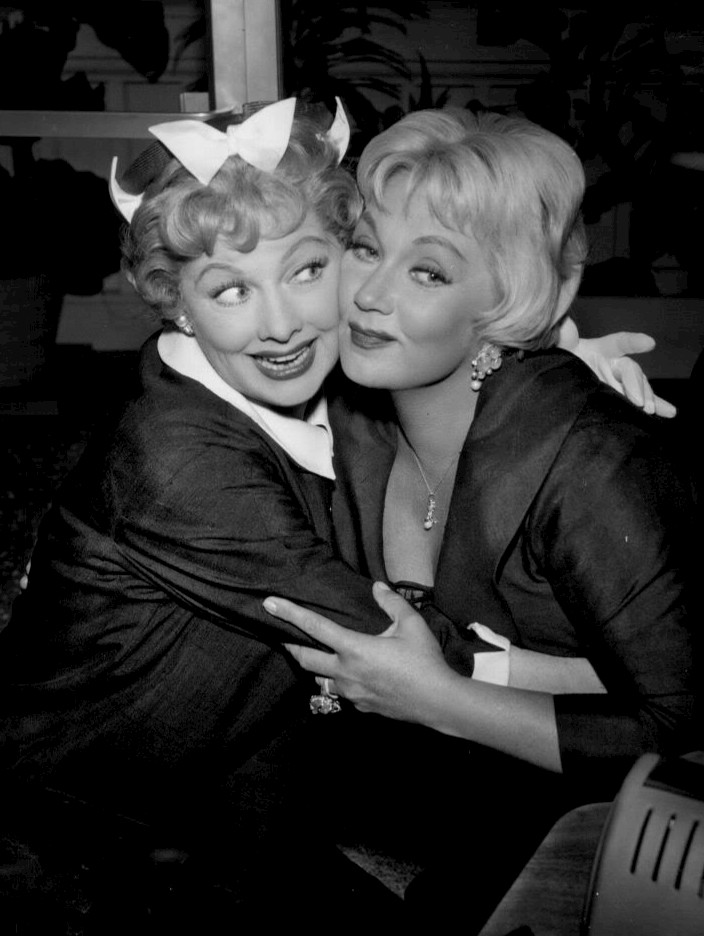
Lucille Ball e Ann Sothern em Ann Sothern Show, 1959.

Em 1987 ela abandou a carreira e mudou-se para Ketchum, Idaho onde viveu até sua morte em 2001, aos 92 anos, de insuficiência cardíaca.

## Filmografia
| Ano  | Título                                   | Papel                                     | Nota(s)                                              |
| ---- | ---------------------------------------- | ----------------------------------------- | ---------------------------------------------------- |
| 1927 | Broadway Nights                          | Dançarina do ventilador                   | sem créditos                                         |
| 1929 | The Show of Shows                        | Artista ("Meet My Sister" & "Daisy Bell") | Creditado como Harriet Byron                         |
| 1930 | The March of Time                        | Corista                                   | sem créditos                                         |
| 1930 | Song of the West                         | Bit part                                  | Creditado como Harriet Lake                          |
| 1930 | Good News                                | Estudante                                 | sem créditos                                         |
| 1930 | Doughboys                                | Corista                                   | sem créditos                                         |
| 1930 | Whoopee!                                 | Goldwyn Girl                              | sem créditos                                         |
| 1933 | Footlight Parade                         | Corista                                   | sem créditos                                         |
| 1933 | Broadway Through a Keyhole               | Corista                                   | sem créditos                                         |
| 1933 | Let's Fall in Love                       | Jean Kendall                              |                                                      |
| 1934 | Melody in Spring                         | Jane Blodgett                             |                                                      |
| 1934 | The Hell Cat                             | Geraldine Sloane                          |                                                      |
| 1934 | Blind Date                               | Kitty Taylor                              |                                                      |
| 1934 | The Party's Over                         | Lucky Dubarry                             |                                                      |
| 1934 | Kid Millions                             | Joan Larrabee                             |                                                      |
| 1935 | Folies Bergère de Paris                  | Mimi                                      |                                                      |
| 1935 | Eight Bells                              | Marge Walker                              |                                                      |
| 1935 | Hooray for Love                          | Patricia "Pat" Thatcher                   |                                                      |
| 1935 | The Girl Friend                          | Linda Henry                               |                                                      |
| 1935 | Grand Exit                               | Adrienne Martin/Adeline Maxwell           |                                                      |
| 1936 | You May Be Next                          | Fay Stevens                               |                                                      |
| 1936 | Hell-Ship Morgan                         | Mary Taylor                               |                                                      |
| 1936 | Don't Gamble with Love                   | Ann Edwards                               |                                                      |
| 1936 | My American Wife                         | Mary Cantillon                            |                                                      |
| 1936 | Walking on Air                           | Kit Bennett                               |                                                      |
| 1936 | Smartest Girl in Town                    | Frances "Cookie" Cooke                    |                                                      |
| 1937 | Dangerous Number                         | Eleanor                                   |                                                      |
| 1937 | There Goes My Girl                       | Reporter Connie Taylor                    |                                                      |
| 1937 | Fifty Roads to Town                      | Millicent Kendall                         |                                                      |
| 1937 | Super-Sleuth                             | Mary Strand                               |                                                      |
| 1937 | Danger – Love at Work                    | Toni Pemberton                            |                                                      |
| 1937 | There Goes the Groom                     | Betty Russell                             |                                                      |
| 1937 | She's Got Everything                     | Carol Rogers                              |                                                      |
| 1938 | Trade Winds                              | Jean Livingstone                          |                                                      |
| 1939 | Maisie                                   | Maisie Ravier/Mary Anastasia O'Connor     |                                                      |
| 1939 | Hotel for Women                          | Eileen Connelly                           |                                                      |
| 1939 | Fast and Furious                         | Garda Sloane                              |                                                      |
| 1939 | Joe and Ethel Turp Call on the President | Ethel Turp                                |                                                      |
| 1940 | Congo Maisie                             | Maisie Ravier                             |                                                      |
| 1940 | Brother Orchid                           | Florence Addams                           |                                                      |
| 1940 | Gold Rush Maisie                         | Maisie Ravier                             |                                                      |
| 1940 | Dulcy                                    | Dulcy Ward                                |                                                      |
| 1941 | Maisie Was a Lady                        | Maisie Ravier                             |                                                      |
| 1941 | Ringside Maisie                          | Maisie Ravier                             |                                                      |
| 1941 | Lady Be Good                             | Dixie Donegan Crane                       |                                                      |
| 1942 | Maisie Gets Her Man                      | Maisie Ravier                             |                                                      |
| 1942 | Panama Hattie                            | Hattie Maloney                            |                                                      |
| 1943 | You, John Jones!                         | Mary Jones                                | Curta metragem                                       |
| 1943 | Three Hearts for Julia                   | Julia Seabrook                            |                                                      |
| 1943 | Swing Shift Maisie                       | Maisie Ravier                             |                                                      |
| 1943 | Cry "Havoc"                              | Pat                                       |                                                      |
| 1944 | Maisie Goes to Reno                      | Maisie Ravier                             |                                                      |
| 1946 | Up Goes Maisie                           | Maisie Ravier                             |                                                      |
| 1947 | Undercover Maisie                        | Maisie Ravier                             |                                                      |
| 1948 | April Showers                            | June Tyme                                 |                                                      |
| 1948 | Words and Music                          | Joyce Harmon                              |                                                      |
| 1949 | A Letter to Three Wives                  | Rita Phipps                               |                                                      |
| 1949 | The Judge Steps Out                      | Peggy                                     |                                                      |
| 1950 | Nancy Goes to Rio                        | Frances Elliott                           |                                                      |
| 1950 | Shadow on the Wall                       | Dell Faring                               |                                                      |
| 1953 | The Blue Gardenia                        | Crystal Carpenter                         |                                                      |
| 1964 | The Best Man (1964)                      | Sue Ellen Gamadge                         |                                                      |
| 1964 | Lady in a Cage                           | Sade                                      |                                                      |
| 1965 | Sylvia                                   | Mrs. Argona/Grace Argona                  |                                                      |
| 1968 | Chubasco                                 | Angela                                    |                                                      |
| 1969 | The Greatest Mother of Them All          | Dolly Murdock                             |                                                      |
| 1973 | The Killing Kind                         | Thelma Lambert                            |                                                      |
| 1974 | Golden Needles                           | Fenzie                                    | Título alternativo: The Chase for the Golden Needles |
| 1975 | Crazy Mama                               | Sheba                                     |                                                      |
| 1978 | The Manitou                              | Mrs. Karmann                              |                                                      |
| 1979 | The Little Dragons                       | Angel                                     |                                                      |
| 1987 | The Whales of August                     | Tisha Doughty                             | Nomeada—Oscar de Melhor Atriz Coadjuvante            |

| Ano       | Título                            | Papel                                  | Nota(s)                                                |
| --------- | --------------------------------- | -------------------------------------- | ------------------------------------------------------ |
| 1952      | Schlitz Playhouse of Stars        |                                        | Episódo: "Lady with a Will"                            |
| 1952      | All Star Revue                    | Convidada                              | Episódio #2.24                                         |
| 1953      | The Red Skelton Hour              | Daisy June                             | Segmento: "Flugelmeyer's Secret Formula"               |
| 1953-1957 | Private Secretary                 | Susan Camille "Susie" MacNamara        | 104 Episódios                                          |
| 1954      | Lady in the Dark                  | Liza Elliot                            | Especial de TV                                         |
| 1955      | The Buick-Berle Show              | Flora Sibley                           | Episódio: "State of Confusion"                         |
| 1955      | The Loretta Young Show            | Convidada                              | Episódio: "Man in the Ring"                            |
| 1957      | The Ford Television Theatre       | Christine Emerson                      | Episódio: "With No Regrets"                            |
| 1957      | The Lucy–Desi Comedy Hour         | Susie MacNamara                        | Episódio: "Lucy Takes a Cruise to Havana"              |
| 1958      | The Steve Allen Plymouth Show     | Comediante-Mr & Mrs IQ                 | Episódio: "From Hollywood: The Photoplay Movie Awards" |
| 1958-1961 | The Ann Sothern Show              | Katy O'Connor                          | 93 Episódios                                           |
| 1959      | The DuPont Show with June Allyson | Episódio                               | Episode: "Night Out"                                   |
| 1964      | The Alfred Hitchcock Hour         | Helen Cox                              | Episódio: "Water's Edge"                               |
| 1964      | Insight                           | Fran Henderson                         | Episódio: "Boss Toad"                                  |
| 1965      | The Lucy Show                     | Rosie Harrigan, the Countess Framboise | 7 Episódios                                            |
| 1965      | The Legend of Jesse James         | Widow Fay                              | Episódio: "The Widow Fay"                              |
| 1965-1966 | My Mother the Car                 | Gladys Crabtree (Voz)                  | 30 episódios                                           |
| 1967      | The Girl from U.N.C.L.E.          | Aunt Magda                             | Episódio: "The Carpathian Killer Affair"               |
| 1967      | The Outsider                      | Mrs. Kozzek                            | Telefilme                                              |
| 1968      | Family Affair                     | Florence Cahill                        | Episódio: "A Man's Place"                              |
| 1969      | Love, American Style              | Mrs. Devlin                            | Segmento: "Love and the Bachelor"                      |
| 1971      | The Virginian                     | Della Spencer                          | Episódio: "The Legacy of Spencer Flats"                |
| 1971      | The Chicago Teddy Bears           |                                        | Episódio: "The Rivalry"                                |
| 1971      | Alias Smith and Jones             | Blackjack Jenny                        | Episódio: "Everything Else You Can Steal"              |
| 1972      | Fol-de-Rol                        | Queen Gertrude                         | Especial de TV                                         |
| 1975      | Medical Story                     | Mrs. Metulski                          | Episódio: "The Moonlight Heater"                       |
| 1976      | Captains and the Kings            | Mrs. Finch                             | Minissérie                                             |
| 1985      | A Letter to Three Wives           | Ma Finney                              | Telefilme                                              |

| Ano  | Título                   | Papel | Nota(s)                     |
| ---- | ------------------------ | ----- | --------------------------- |
| 1945 | Old Gold Comedy Theatre  |       | Episódio: "Boy Meets Girl"  |
| 1952 | The Screen Guild Theater |       | Episódio: "Bachelor Mother" |

## Premiações
- Indicada ao prêmio Oscar em 1987 por The Whales of August, como melhor atriz coadjuvante.
- Ganhadora do prêmio Globo de Ouro de Melhor Programa de TV por "The Ann Sothern Show" em 1959.